# Ophiolepis ailsae
Ophiolepis ailsae är en ormstjärneart som beskrevs av Hendler och Turner 1987. Ophiolepis ailsae ingår i släktet Ophiolepis och familjen Ophiolepididae. Inga underarter finns listade i Catalogue of Life.